# Iglesia AME de Fairhope
La Capilla de la Iglesia AME es un edificio histórico de la Iglesia Episcopal Metodista Africana (AME). Está ubicada entre Young Street en el oeste y Middle Street en el norte en Fairhope, Alabama. Fue construido en 1923 y agregado al Registro Nacional de Lugares Históricos en 1988.